# ザムロック
ザムロック（Zamrock）は、1970年代にザンビアで生まれた音楽ジャンル。

## 概要
「ザムロック」という用語は、西洋のロックと独特のスタイルのアフリカ音楽の組み合わせを指す。ザンビアのDJ、マネッサ・フィリがこの用語を作成したとされている。
伝統的なアフリカ音楽とサイケデリック・ロック、ガレージ・ロック、ハード・ロック、ブルース、ファンクを組み合わせたものとして説明されている。一部のアーティストは、アシッド・ロック、ヘビー・メタル、フォークミュージックからも影響を受けたとされている。あるいはジミ・ヘンドリックスとジェームス・ブラウンを合わせたサウンドと言われている。ザムロックは、1970年代に人気のあった西洋の音楽ジャンルであるサイケデリック・ロックやファンク・ミュージックの影響を強く受けている。これらのジャンルの多くの特徴を共有しており、特にワウとファズが顕著である。多くのザムロック・バンドは、ブラック・サバス、ブルー・チアー、ローリング・ストーンズ、ディープ・パープル、クリームなどのバンドの重く反復的なリフからも影響を受けた。
リッキー・イリロンガと彼のバンド「ムシ-O-トゥニャ (Musi-O-Tunya)」は、一般的にこのジャンルの発祥として認められている。他の著名なアーティストには、 WITCH、ザ・ピース (The Peace)、アマナズ (Amanaz)、クリッシー "ゼビー" テンボ (Chrissey "Zebby" Tembo)、 ポール・ンゴジ (Paul Ngozi)と彼のンゴジ・ファミリー (Ngozi Family)が含まれる。

## 歴史
ザムロックのルーツは1950年代にさかのぼることができ、スティーブン・ツォツィ・カスマリ、ウィリアム・マプランガ、ジョン・ルシなど、カッパーベルト州出身の北部の歌手が活躍した。音楽運動としてのザムロックは、ザンビアがイギリスの植民地主義から独立した後の最初の10年間に、同国の経済的成功と歩調を合わせて盛り上がり、衰退した。ザンビアの銅鉱山の好景気は、銅価格が下落し、1980年代のエイズ流行によって壊滅的な打撃を受けたときに崩壊につながった。
国が1964年に独立を発表した後、当時の大統領ケネス・カウンダは、団結を促進するために「1つのザンビア、1つの国」というスローガンを導入した。新たに独立した国家の文化を祝うために、カウンダは、ラジオ局で流れる音楽の95%をザンビア発祥のものにすることを布告した。西洋のロックはアフリカで人気があったため、多くのザムロックのアーティストは西洋で人気のあるバンドに影響を受け、イギリスやアメリカのラジオで演奏するバンドと同様のスタイルを採用した。
鉱山に隣接する地域で都市化が急速に進んだことは、さまざまな新しい芸術的スタイルを意味していた。この国の新たな富は、都会的な感性とエレクトリック・ギターへの関心の高まりをもたらした。ザムロック奏者ンゴジ・ファミリーのポール・ンゴジは、同名のベース ギターを中心にファジーなエレクトリック・ギター・リードを備えたリズミカルなポップ・ミュージック・サウンドであるカリンデュラサウンドを作成したことで知られている。
銅の価格が下落し、ザンビアの経済が崩壊する一方で、ザンビアは近隣諸国の政治的混乱に取り囲まれていることに気付いた。この対立は、ザムロックの音楽における反体制メッセージの増加につながった。国が難民を保護することを申し出たとき、ザンビアの発電所は爆撃された。かつて栄えた都市は、停電や夜間外出禁止令に翻弄された。ミュージシャンは昼間に不安定なセットを演奏するようになり、チケットの価格はほとんどの人にとって手ごろな価格になって、ミュージシャンが経済的に困窮する様になった。
エイズ(AIDS)の流行は、ザムロックの終焉に大きな役割を果たした。この病気は1980年代に広がり始め、それ以来、国を荒廃させ続けている。 2019年の時点で、ザンビアでは120万人から130万人がエイズで死亡したと推定されている。エマニェオ "ジャガリ" チャンダを除くWITCHの初期メンバーは、2001年までにAIDSで全員亡くなった。 その他ザムロックのスターであるポール・ンゴジも89年に同じくAIDSでこの世を去った。現在でも生存しているザムロック・ミュージシャンは「リッキー・イリロンガ」と「ジャガリ・チャンダ」等、片手で数える程度しか存在してない。
近年、北米での再発売やドキュメンタリーの制作など、世界中で関心が復活したことで、ジャガリを含む一部のザムロックのパフォーマーは、ツアー、演奏、および新しい素材の録音を行うことができた。

## 主なバンド
- ポール・ンゴジ & Ngozi Family
- WITCH
- リッキー・イリロンガ & Musi-O-Tunya
- ザ・ピース
- アマナズ
- Crossbones